# MÁV UIC pályaszámok

## Jelmagyarázat
Általános forma: ab cd efg xxx-y
- a=9 (kivétel nélkül minden esetben)

| b | Érték jelentése                                                          |
| - | ------------------------------------------------------------------------ |
| 0 | gőz-, hibridmozdony, városi vasutak és trolibusz                         |
| 1 | villamos mozdony (V ≥ 100 km/h)                                          |
| 2 | dízel mozdony (V ≥ 100 km/h)                                             |
| 3 | nagysebességű villamos motorkocsi/vonat (V ≥ 190 km/h)                   |
| 4 | villamos motorkocsi/vonat (V < 190 km/h)                                 |
| 5 | dízel motorkocsi/vonat + első 30 Flirt + keskeny nyomközű dízelmozdonyok |
| 6 | különleges mellék-, vagy pótkocsi*                                       |
| 7 | villamos tolatómozdony (V < 100 km/h)                                    |
| 8 | dízel tolatómozdony (V < 100 km/h)                                       |
| 9 | speciális, építési és karbantartási járművek                             |

- cd=országkód
- efg=mozdonytípus
- x=mozdonyszám
- y=ellenőrzőkód

## Mozdonyok
- V43 1xxx: 91 55 0431 xxx-y (Szili)
- V43 2xxx: 91 55 0432 xxx-y (Szili)
- V43 3xxx:91 55 0433 xxx-y (Szili)
- V46 xxx: 97 55 0460 0xx-y (Szöcske)
- V63 0xx: 91 55 0630 0xx-y (Gigant)
- V63 1xx: 91 55 0630 1xx-y (Gigant)
- VF (Villamos fűtőgép) xxx: 99 55 1488 xxx-y
- M28 1xxx: 98 55 0288 1xx-y (Mazsola)
- M28 2xxx: 95 55 0288 2xx-y (Mazsola)
- M31 2xxx: 95 55 0319 xxx-y (Zetor)
- M32 2xxx: 95 55 2232 xxx-y (Gokart)
- M40 0xx: 92 55 0408 0xx-y (Púpos)
- M40 1xx: 92 55 0408 1xx-y (Púpos)
- M40 2xx: 92 55 0408 2xx-y (Púpos)
- M40 3xx: 92 55 0408 3xx-y (Púpos)
- M40 9xx: 95 55 2241 9xx-y (Púpos)
- M41 21xx: 92 55 0418 1xx-y (Csörgő)
- M41 22xx: 92 55 0418 xxx-y (Csörgő)
- M41 23xx: 92 55 0418 3xx-y (Csörgő)
- M43 1xxx: 98 55 0438 xxx-y (Kis Dacia)
- M43 11xx:98 55 0438 1xx-y (Kis Dacia)
- M44 0xx: 98  55 0448 0xx-y (Bobó)
- M44 1xx: 98 55 0448 1xx-y (Bobó)
- M44 4xx: 98 55 0448 4xx-y (Bobó)
- M44 5xx: 98 55 0448 5xx-y (Bobó)
- M47 0xx: 98 55 0478 0xx-y (Dacia)
- M47 1xx: 98 55 0478 1xx-y (Dacia)
- M47 2xx: 98 55 0478 2xx-y (Dacia)
- M47 3xx: 98 55 0478 3xx-y (Dacia)
- M47 2xxx: 98 55 0478 0xx-y (Dacia)
- M61 0xx: 92 55 0618 0xx-y (Nohab)
- M62 0xx: 92 55 0628 xxx-y (Szergej)
- M62 1xx: 92 55 0628 1xx-y (Szergej)
- M62 2xx: 92 55 0628 2xx-y (Szergej)
- M62 3xx: 92 55 0628 3xx-y (Szergej)
- M62 5xx: 92 55 0628 5xx-y (1520 mm nyomtáv)
- M63 0xx: 92 55 0638 0xx-y (Gyík)
- EuroSprinter: 91 55 0470 0xx-y (Taurus)
- Traxx: 91 55 0480 0xx-y
- Viking: 92 86 000 ….-y
- Astride: 91 55 0490 0..-y

## Motorvonatok
- BDVmot 0xx: 94 55 0414 0xx-y (Hernyó)
- BVhmot 20x: 94 55 0424 20x-y (Kis Samu)
- BVmot 00x: 94 55 0434 00x-y (Samu)
- Stadler CityLink: 90 55 1406 000-008
- Stadler FLIRT: 94 55 1415 0xx-y
- Bombardier Talent: 94 55 1425 0xx-y
- Siemens Desiro 95 55 1426 0xx-y
- Stadler KISS: 94 55 1815 0xx-y
- Bpmot: 95 55 1416 0xx-y (Uzsgyi)
- Bzmot: 95 55 0117 xxx-y
- Bzmot InterPici: 95 55 0127 4xx-y (Bz IP)
- Bzmot iker: 95 55 1136 001-y (iker Bz)
- MDmot: 95 55 0417 xxx-y (Md)

## Vezérlőkocsik
- BDdf 1xx: 50 55 8005 1xx-y (M41-hez)
- BDdf 3xx: 50 55 8005 3xx-y (V43 1xxx-hez)
- BDt 4xx: 50 55 8005 4xx-y (V43 2xxx-hez)
- Bydtee: 50 55 8055 0xx-y (V43 3xxx-hez)
- Bmxt 0xx: 50 55 8005 20x-y (Hernyóhoz)
- Bmxt 20x: 50 55 8005 20x-y (Kis Samuhoz)
- Bmxtz 00x: 50 55 8076 00x-y (Samuhoz)
- Btzx 80x: 50 55 8028 80x-y (InterPici Bzmothoz)

## Kisvasúti mozdonyok
- Mk45 200x: 98 55 8276 00x-y
- Mk45 2001,2006: 98 55 8279 00x-y
- Mk48 20xx: 95 55 2948 0xx-y
- C-50 57xx: 95 55 2920 7xx-y

## Kisvasúti motorkocsik
- ABamot: 00x: 95 55 8443 00x-y